# Gyretes proximus
Gyretes proximus là một loài bọ cánh cứng trong họ van Gyrinidae. Loài này được Sharp miêu tả khoa học năm 1882.